# Contrafforti valsesiani del Monte Rosa
I Contrafforti valsesiani del Monte Rosa sono le catene montuose che scendono dal massiccio del Monte Rosa e che contornano principalmente la Valsesia, interessando principalmente il Piemonte e marginalmente la Valle d'Aosta: la classificazione alpina della SOIUSA individua questi contrafforti come un supergruppo alpino.

## Descrizione
I contrafforti sono costituiti da:
- la linea di montagne che separano la Valle del Lys dalla Valsesia a partire dal Col d'Olen (dove i contrafforti si staccano verso sud dalle Alpi del Monte Rosa) e fino al Colle del Loo, dove iniziano le Alpi Biellesi;
- la linea di montagne tra la Valsesia e la Valle Anzasca a partire dal colle delle Locce (dove i contrafforti si staccano verso est dalle Alpi del Monte Rosa) e fino al Tesslu,[1] dove iniziano le Alpi Cusiane.

## Suddivisione
La classificazione SOIUSA dei Contrafforti valsesiani del Monte Rosa è la seguente:
- Grande parte = Alpi Occidentali
- Grande settore = Alpi Nord-occidentali
- Sezione = Alpi Pennine
- Sottosezione = Alpi del Monte Rosa
- Supergruppo = Contrafforti valsesiani del Monte Rosa
- Codice = I/B-9.III-C

La SOIUSA suddivide il supergruppo in due gruppi e due sottogruppi :
- Costiera del Corno Bianco (6)
- Costiera Punta Grober-Tagliaferro-Montevecchio (7)
  - Sottogruppo della Punta Grober (7.a)
  - Costiera del Tagliaferro[3] (7.b)
    - Contrafforte Piglimò-Tagliaferro (7.b/a)
    - Contrafforte Montevecchio-Quarazzola-Capezzone (7.b/b)
    - Contrafforte della Cima Lampone (7.b/c)
    - Contrafforte della Cima Colmetta (7.b/d)

## Montagne principali

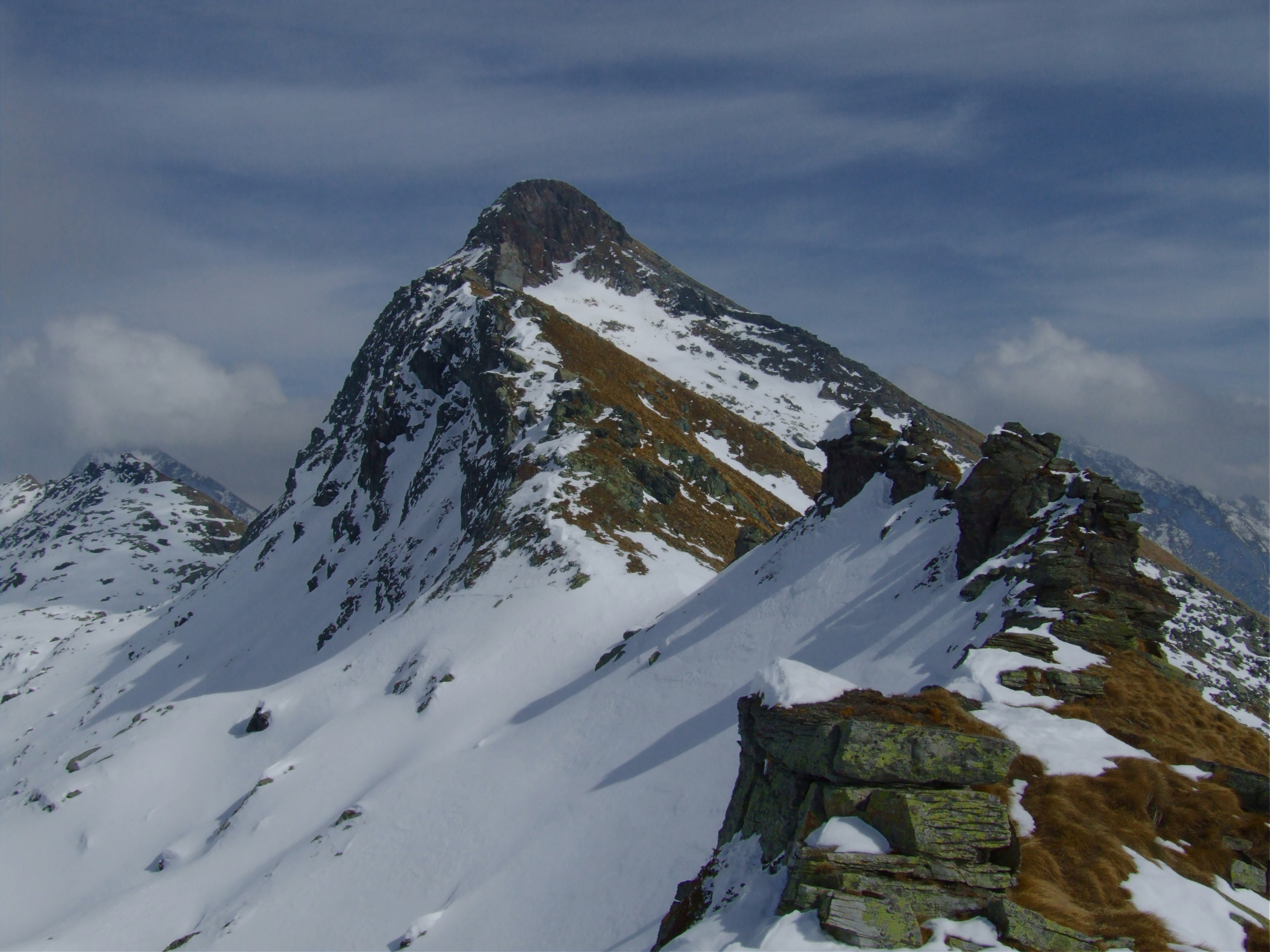
Il Corno d'Olen visto dalla Bocchetta delle Pisse.

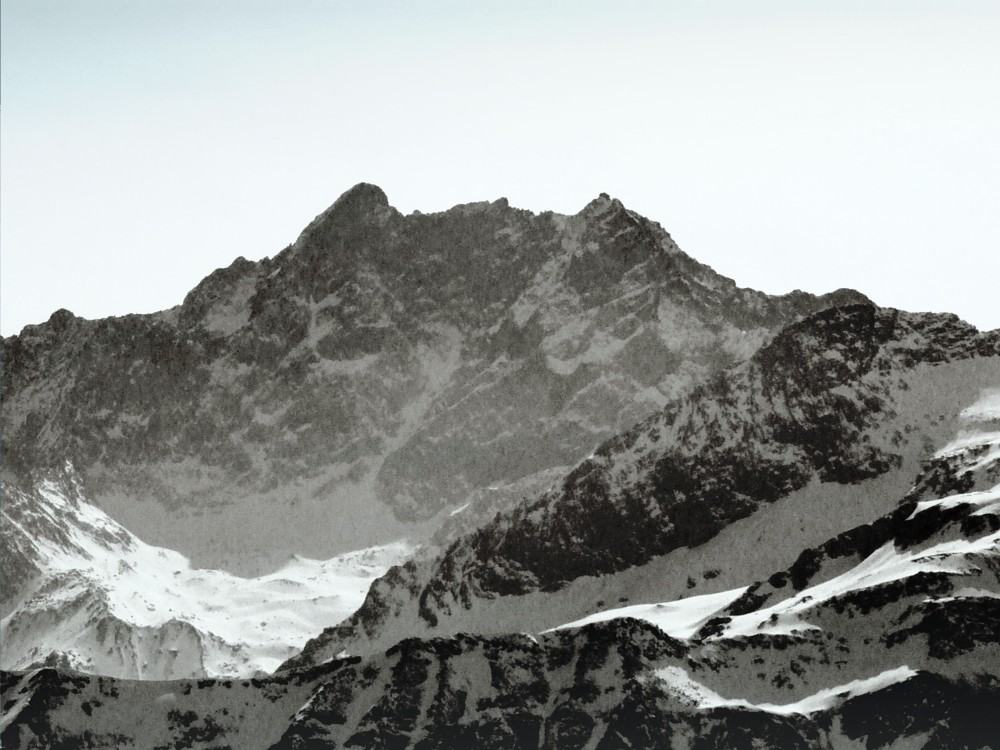
Corno Bianco

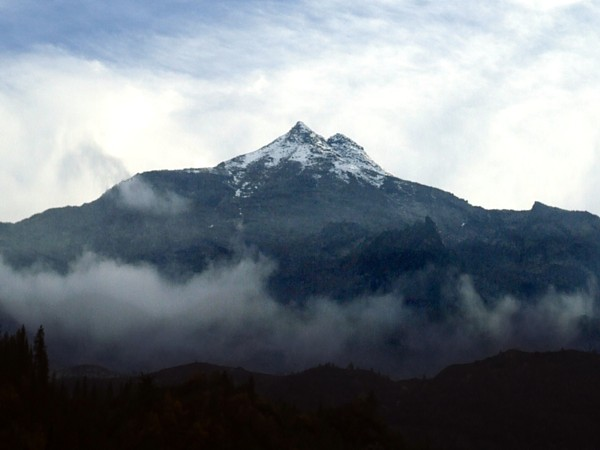
Pizzo Bianco

Le montagne principali dei Contrafforti sono:
- Punta Grober - 3.497 m
- Corno Bianco - 3.320 m
- Pizzo Bianco - 3.215 m
- Punta Rizzetti 3.152 m
- Corno di Faller - 3.128 m
- Punta Straling - 3.115 m
- Punta di Rissuolo - 3.102 m
- Corno Rosso - 3.023 m
- Monte Tagliaferro - 2.964 m
- Corno Piglimò - 2.894 m
- Corno Mud - 2.804 m
- Pizzo di Quarazzola - 2.798 m
- Pizzo Montevecchio - 2.789 m
- Cima Carnera - 2.741 m
- Pallone del Badile - 2.674 m
- Punta Tignaga - 2.653 m
- Cima Lampone - 2.584 m
- Corno d'Olen - 2.556 m
- Punta Sivella - 2.523 m
- Monte Torru - 2.508 m
- Cima delle Croci - 2.500 m
- Cima Colmetta - 2.458
- Monte Capezzone - 2.421 m
- Cima Lago - 2.401 m
- Punta Calederini - 2.196 m
- Monte Massone - 2.161 m
- Eyehorn - 2.131 m
- Pizzo Tracciora di Cervatto - 1.917 m
- Poggio Croce - 1.765 m
- Monte Cerano - 1.702 m